# Pacółtowo (powiat nowomiejski)
Pacółtowo – wieś w Polsce położona w województwie warmińsko-mazurskim, w powiecie nowomiejskim, w gminie Nowe Miasto Lubawskie. 
W latach 1975–1998 miejscowość należała administracyjnie do województwa toruńskiego. Mylnie zwana Pacołtowem.

## Urodzeni w Pacółtowie
- Konrad Gburkowski – polski duchowny katolicki, jezuita, filomata pomorski, członek Towarzystwa Naukowego w Toruniu[5].